# Línea 153 (Interurbanos Madrid)

Esquema de dársenas del intercambiador subterráneo de Plaza de Castilla

La línea 153 de la red de autobuses interurbanos de Madrid une la terminal subterránea del Intercambiador de Plaza de Castilla con Alcobendas y el barrio Rosa Luxemburgo de San Sebastián de los Reyes.

## Características
Esta línea une a los habitantes del barrio Rosa Luxemburgo de San Sebastián de los Reyes y los vecinos de las barriadas que se encuentran en las inmediaciones de las calles Marqués de la Valdavia y Manuel de Falla de Alcobendas directamente con el norte de Madrid y viceversa, con un recorrido que dura aproximadamente 35 min entre cabeceras.
Al compartir la dársena 1 en el Intercambiador de Plaza de Castilla junto con la línea 151, sus horarios están coordinados para que no existan servicios de ambas líneas que salgan a la vez.
Siguiendo la numeración de líneas del CRTM, las líneas que circulan por el corredor 1 son aquellas que dan servicio a los municipios situados en torno a la A-1 y comienzan con un 1. Aquellas numeradas dentro de la decena 150 corresponden a aquellas que circulan por Alcobendas y San Sebastián de los Reyes. Particularmente, los números impares en la decena 150 circulan por Alcobendas y los números pares lo hacen por San Sebastián de los Reyes.
La línea no mantiene los mismos horarios todo el año, desde el 16 al 31 de julio se reducen el número de expediciones los días laborables entre semana (sábados laborables, domingos y festivos tienen los mismos horarios todo el año) y se reducen aún más durante el mes de agosto (también solo los días laborables entre semana), además de los días excepcionales vísperas de festivo y festivos de Navidad en los que los horarios también cambian y se reducen.
Está operada por la empresa Interbus mediante la concesión administrativa VCM-101 - Madrid - Alcobendas - Algete - Tamajón (Viajeros Comunidad de Madrid) del Consorcio Regional de Transportes de Madrid.

## Horarios

### 1 septiembre - 15 julio
| Lunes a viernes laborables |                          |                          |                          |                          |                          |                          |                          |                          |                          |                          |                          |                          |                          |                          |                          |                          |                          |                          |                          |                          |                          |                          |                          |                          |                          |                          |                          |                          |                          |                          |                          |                          |                          |                          |                          |
| Madrid > Rosa Luxemburgo   | Madrid > Rosa Luxemburgo | Madrid > Rosa Luxemburgo | Madrid > Rosa Luxemburgo | Madrid > Rosa Luxemburgo | Madrid > Rosa Luxemburgo | Madrid > Rosa Luxemburgo | Madrid > Rosa Luxemburgo | Madrid > Rosa Luxemburgo | Madrid > Rosa Luxemburgo | Madrid > Rosa Luxemburgo | Madrid > Rosa Luxemburgo | Madrid > Rosa Luxemburgo | Madrid > Rosa Luxemburgo | Madrid > Rosa Luxemburgo | Madrid > Rosa Luxemburgo | Madrid > Rosa Luxemburgo | Madrid > Rosa Luxemburgo | Rosa Luxemburgo > Madrid | Rosa Luxemburgo > Madrid | Rosa Luxemburgo > Madrid | Rosa Luxemburgo > Madrid | Rosa Luxemburgo > Madrid | Rosa Luxemburgo > Madrid | Rosa Luxemburgo > Madrid | Rosa Luxemburgo > Madrid | Rosa Luxemburgo > Madrid | Rosa Luxemburgo > Madrid | Rosa Luxemburgo > Madrid | Rosa Luxemburgo > Madrid | Rosa Luxemburgo > Madrid | Rosa Luxemburgo > Madrid | Rosa Luxemburgo > Madrid | Rosa Luxemburgo > Madrid | Rosa Luxemburgo > Madrid | Rosa Luxemburgo > Madrid |
| 06                         | 07                       | 08                       | 09                       | 10                       | 11                       | 12                       | 13                       | 14                       | 15                       | 16                       | 17                       | 18                       | 19                       | 20                       | 21                       | 22                       | 23                       | 06                       | 07                       | 08                       | 09                       | 10                       | 11                       | 12                       | 13                       | 14                       | 15                       | 16                       | 17                       | 18                       | 19                       | 20                       | 21                       | 22                       | 23                       |
| 45                         | 05 25 35 55              | 10 30 45 55              | 15 35 55                 | 25 45                    | 05 25 45                 | 05 25 45                 | 05 25 45                 | 05 15 30 45              | 05 10 30 45 55           | 15 35 55                 | 15 35 55                 | 15 35 55                 | 15 45                    | 15 45                    | 15 45                    | 15 45                    | 15 45                    | 00 20 35 50              | 05 20 40 55              | 10 20 35 50              | 10 25 40                 | 00 20 40                 | 00 20 40                 | 00 20 40                 | 00 20 40                 | 00 20 40 55              | 10 20 35 50              | 10 30 50                 | 10 30 50                 | 10 30 55                 | 25 55                    | 25 55                    | 25 55                    | 25 55                    | 25                       |
| Todo el año                |                          |                          |                          |                          |                          |                          |                          |                          |                          |                          |                          |                          |                          |                          |                          |                          |                          |                          |                          |                          |                          |                          |                          |                          |                          |                          |                          |                          |                          |                          |                          |                          |                          |                          |                          |
| Sábados laborables         |                          |                          |                          |                          |                          |                          |                          |                          |                          |                          |                          |                          |                          |                          |                          |                          |                          |                          |                          |                          |                          |                          |                          |                          |                          |                          |                          |                          |                          |                          |                          |                          |                          |                          |                          |
| Madrid > Rosa Luxemburgo   | Madrid > Rosa Luxemburgo | Madrid > Rosa Luxemburgo | Madrid > Rosa Luxemburgo | Madrid > Rosa Luxemburgo | Madrid > Rosa Luxemburgo | Madrid > Rosa Luxemburgo | Madrid > Rosa Luxemburgo | Madrid > Rosa Luxemburgo | Madrid > Rosa Luxemburgo | Madrid > Rosa Luxemburgo | Madrid > Rosa Luxemburgo | Madrid > Rosa Luxemburgo | Madrid > Rosa Luxemburgo | Madrid > Rosa Luxemburgo | Madrid > Rosa Luxemburgo | Madrid > Rosa Luxemburgo | Madrid > Rosa Luxemburgo | Rosa Luxemburgo > Madrid | Rosa Luxemburgo > Madrid | Rosa Luxemburgo > Madrid | Rosa Luxemburgo > Madrid | Rosa Luxemburgo > Madrid | Rosa Luxemburgo > Madrid | Rosa Luxemburgo > Madrid | Rosa Luxemburgo > Madrid | Rosa Luxemburgo > Madrid | Rosa Luxemburgo > Madrid | Rosa Luxemburgo > Madrid | Rosa Luxemburgo > Madrid | Rosa Luxemburgo > Madrid | Rosa Luxemburgo > Madrid | Rosa Luxemburgo > Madrid | Rosa Luxemburgo > Madrid | Rosa Luxemburgo > Madrid | Rosa Luxemburgo > Madrid |
| 06                         | 07                       | 08                       | 09                       | 10                       | 11                       | 12                       | 13                       | 14                       | 15                       | 16                       | 17                       | 18                       | 19                       | 20                       | 21                       | 22                       | 23                       | 06                       | 07                       | 08                       | 09                       | 10                       | 11                       | 12                       | 13                       | 14                       | 15                       | 16                       | 17                       | 18                       | 19                       | 20                       | 21                       | 22                       | 23                       |
| 25                         | 05 45                    | 25                       | 05 45                    | 25                       | 05 45                    | 25                       | 05 45                    | 25                       | 05 45                    | 25                       | 05 45                    | 25                       | 05 45                    | 25                       | 05 45                    | 25                       | 05 45                    | 20                       | 00 40                    | 20                       | 00 40                    | 20                       | 00 40                    | 20                       | 00 40                    | 20                       | 00 40                    | 20                       | 00 40                    | 20                       | 00 40                    | 20                       | 00 40                    | 20                       | 00                       |
| Todo el año                |                          |                          |                          |                          |                          |                          |                          |                          |                          |                          |                          |                          |                          |                          |                          |                          |                          |                          |                          |                          |                          |                          |                          |                          |                          |                          |                          |                          |                          |                          |                          |                          |                          |                          |                          |
| Domingos y festivos        |                          |                          |                          |                          |                          |                          |                          |                          |                          |                          |                          |                          |                          |                          |                          |                          |                          |                          |                          |                          |                          |                          |                          |                          |                          |                          |                          |                          |                          |                          |                          |                          |                          |                          |                          |
| Madrid > Rosa Luxemburgo   | Madrid > Rosa Luxemburgo | Madrid > Rosa Luxemburgo | Madrid > Rosa Luxemburgo | Madrid > Rosa Luxemburgo | Madrid > Rosa Luxemburgo | Madrid > Rosa Luxemburgo | Madrid > Rosa Luxemburgo | Madrid > Rosa Luxemburgo | Madrid > Rosa Luxemburgo | Madrid > Rosa Luxemburgo | Madrid > Rosa Luxemburgo | Madrid > Rosa Luxemburgo | Madrid > Rosa Luxemburgo | Madrid > Rosa Luxemburgo | Madrid > Rosa Luxemburgo | Madrid > Rosa Luxemburgo | Madrid > Rosa Luxemburgo | Rosa Luxemburgo > Madrid | Rosa Luxemburgo > Madrid | Rosa Luxemburgo > Madrid | Rosa Luxemburgo > Madrid | Rosa Luxemburgo > Madrid | Rosa Luxemburgo > Madrid | Rosa Luxemburgo > Madrid | Rosa Luxemburgo > Madrid | Rosa Luxemburgo > Madrid | Rosa Luxemburgo > Madrid | Rosa Luxemburgo > Madrid | Rosa Luxemburgo > Madrid | Rosa Luxemburgo > Madrid | Rosa Luxemburgo > Madrid | Rosa Luxemburgo > Madrid | Rosa Luxemburgo > Madrid | Rosa Luxemburgo > Madrid | Rosa Luxemburgo > Madrid |
| 06                         | 07                       | 08                       | 09                       | 10                       | 11                       | 12                       | 13                       | 14                       | 15                       | 16                       | 17                       | 18                       | 19                       | 20                       | 21                       | 22                       | 23                       | 06                       | 07                       | 08                       | 09                       | 10                       | 11                       | 12                       | 13                       | 14                       | 15                       | 16                       | 17                       | 18                       | 19                       | 20                       | 21                       | 22                       | 23                       |
|                            | 05 45                    | 25                       | 05 45                    | 25                       | 05 45                    | 25                       | 05 45                    | 25                       | 05 45                    | 25                       | 05 45                    | 25                       | 05 45                    | 25                       | 05 45                    | 25                       | 05 45                    |                          | 00 40                    | 20                       | 00 40                    | 20                       | 00 40                    | 20                       | 00 40                    | 20                       | 00 40                    | 20                       | 00 40                    | 20                       | 00 40                    | 20                       | 00 40                    | 20                       | 00                       |

### 16 - 31 julio
| Lunes a viernes laborables |                          |                          |                          |                          |                          |                          |                          |                          |                          |                          |                          |                          |                          |                          |                          |                          |                          |                          |                          |                          |                          |                          |                          |                          |                          |                          |                          |                          |                          |                          |                          |                          |                          |                          |                          |
| Madrid > Rosa Luxemburgo   | Madrid > Rosa Luxemburgo | Madrid > Rosa Luxemburgo | Madrid > Rosa Luxemburgo | Madrid > Rosa Luxemburgo | Madrid > Rosa Luxemburgo | Madrid > Rosa Luxemburgo | Madrid > Rosa Luxemburgo | Madrid > Rosa Luxemburgo | Madrid > Rosa Luxemburgo | Madrid > Rosa Luxemburgo | Madrid > Rosa Luxemburgo | Madrid > Rosa Luxemburgo | Madrid > Rosa Luxemburgo | Madrid > Rosa Luxemburgo | Madrid > Rosa Luxemburgo | Madrid > Rosa Luxemburgo | Madrid > Rosa Luxemburgo | Rosa Luxemburgo > Madrid | Rosa Luxemburgo > Madrid | Rosa Luxemburgo > Madrid | Rosa Luxemburgo > Madrid | Rosa Luxemburgo > Madrid | Rosa Luxemburgo > Madrid | Rosa Luxemburgo > Madrid | Rosa Luxemburgo > Madrid | Rosa Luxemburgo > Madrid | Rosa Luxemburgo > Madrid | Rosa Luxemburgo > Madrid | Rosa Luxemburgo > Madrid | Rosa Luxemburgo > Madrid | Rosa Luxemburgo > Madrid | Rosa Luxemburgo > Madrid | Rosa Luxemburgo > Madrid | Rosa Luxemburgo > Madrid | Rosa Luxemburgo > Madrid |
| 06                         | 07                       | 08                       | 09                       | 10                       | 11                       | 12                       | 13                       | 14                       | 15                       | 16                       | 17                       | 18                       | 19                       | 20                       | 21                       | 22                       | 23                       | 06                       | 07                       | 08                       | 09                       | 10                       | 11                       | 12                       | 13                       | 14                       | 15                       | 16                       | 17                       | 18                       | 19                       | 20                       | 21                       | 22                       | 23                       |
| 45                         | 10 35                    | 00 25 50                 | 15 40                    | 05 30 55                 | 20 45                    | 10 35                    | 00 25 50                 | 15 40                    | 05 30 55                 | 20 45                    | 10 35                    | 00 25 50                 | 15 40                    | 05 30 55                 | 20 45                    | 10 35                    | 00                       | 00 20 40                 | 20 45                    | 10 35                    | 00 25 50                 | 15 40                    | 05 30 55                 | 20 45                    | 10 35                    | 00 25 50                 | 15 40                    | 05 30 55                 | 20 45                    | 10 35                    | 00 25 50                 | 15 40                    | 05 30 55                 | 20 45                    | 10                       |
| Todo el año                |                          |                          |                          |                          |                          |                          |                          |                          |                          |                          |                          |                          |                          |                          |                          |                          |                          |                          |                          |                          |                          |                          |                          |                          |                          |                          |                          |                          |                          |                          |                          |                          |                          |                          |                          |
| Sábados laborables         |                          |                          |                          |                          |                          |                          |                          |                          |                          |                          |                          |                          |                          |                          |                          |                          |                          |                          |                          |                          |                          |                          |                          |                          |                          |                          |                          |                          |                          |                          |                          |                          |                          |                          |                          |
| Madrid > Rosa Luxemburgo   | Madrid > Rosa Luxemburgo | Madrid > Rosa Luxemburgo | Madrid > Rosa Luxemburgo | Madrid > Rosa Luxemburgo | Madrid > Rosa Luxemburgo | Madrid > Rosa Luxemburgo | Madrid > Rosa Luxemburgo | Madrid > Rosa Luxemburgo | Madrid > Rosa Luxemburgo | Madrid > Rosa Luxemburgo | Madrid > Rosa Luxemburgo | Madrid > Rosa Luxemburgo | Madrid > Rosa Luxemburgo | Madrid > Rosa Luxemburgo | Madrid > Rosa Luxemburgo | Madrid > Rosa Luxemburgo | Madrid > Rosa Luxemburgo | Rosa Luxemburgo > Madrid | Rosa Luxemburgo > Madrid | Rosa Luxemburgo > Madrid | Rosa Luxemburgo > Madrid | Rosa Luxemburgo > Madrid | Rosa Luxemburgo > Madrid | Rosa Luxemburgo > Madrid | Rosa Luxemburgo > Madrid | Rosa Luxemburgo > Madrid | Rosa Luxemburgo > Madrid | Rosa Luxemburgo > Madrid | Rosa Luxemburgo > Madrid | Rosa Luxemburgo > Madrid | Rosa Luxemburgo > Madrid | Rosa Luxemburgo > Madrid | Rosa Luxemburgo > Madrid | Rosa Luxemburgo > Madrid | Rosa Luxemburgo > Madrid |
| 06                         | 07                       | 08                       | 09                       | 10                       | 11                       | 12                       | 13                       | 14                       | 15                       | 16                       | 17                       | 18                       | 19                       | 20                       | 21                       | 22                       | 23                       | 06                       | 07                       | 08                       | 09                       | 10                       | 11                       | 12                       | 13                       | 14                       | 15                       | 16                       | 17                       | 18                       | 19                       | 20                       | 21                       | 22                       | 23                       |
| 25                         | 05 45                    | 25                       | 05 45                    | 25                       | 05 45                    | 25                       | 05 45                    | 25                       | 05 45                    | 25                       | 05 45                    | 25                       | 05 45                    | 25                       | 05 45                    | 25                       | 05 45                    | 20                       | 00 40                    | 20                       | 00 40                    | 20                       | 00 40                    | 20                       | 00 40                    | 20                       | 00 40                    | 20                       | 00 40                    | 20                       | 00 40                    | 20                       | 00 40                    | 20                       | 00                       |
| Todo el año                |                          |                          |                          |                          |                          |                          |                          |                          |                          |                          |                          |                          |                          |                          |                          |                          |                          |                          |                          |                          |                          |                          |                          |                          |                          |                          |                          |                          |                          |                          |                          |                          |                          |                          |                          |
| Domingos y festivos        |                          |                          |                          |                          |                          |                          |                          |                          |                          |                          |                          |                          |                          |                          |                          |                          |                          |                          |                          |                          |                          |                          |                          |                          |                          |                          |                          |                          |                          |                          |                          |                          |                          |                          |                          |
| Madrid > Rosa Luxemburgo   | Madrid > Rosa Luxemburgo | Madrid > Rosa Luxemburgo | Madrid > Rosa Luxemburgo | Madrid > Rosa Luxemburgo | Madrid > Rosa Luxemburgo | Madrid > Rosa Luxemburgo | Madrid > Rosa Luxemburgo | Madrid > Rosa Luxemburgo | Madrid > Rosa Luxemburgo | Madrid > Rosa Luxemburgo | Madrid > Rosa Luxemburgo | Madrid > Rosa Luxemburgo | Madrid > Rosa Luxemburgo | Madrid > Rosa Luxemburgo | Madrid > Rosa Luxemburgo | Madrid > Rosa Luxemburgo | Madrid > Rosa Luxemburgo | Rosa Luxemburgo > Madrid | Rosa Luxemburgo > Madrid | Rosa Luxemburgo > Madrid | Rosa Luxemburgo > Madrid | Rosa Luxemburgo > Madrid | Rosa Luxemburgo > Madrid | Rosa Luxemburgo > Madrid | Rosa Luxemburgo > Madrid | Rosa Luxemburgo > Madrid | Rosa Luxemburgo > Madrid | Rosa Luxemburgo > Madrid | Rosa Luxemburgo > Madrid | Rosa Luxemburgo > Madrid | Rosa Luxemburgo > Madrid | Rosa Luxemburgo > Madrid | Rosa Luxemburgo > Madrid | Rosa Luxemburgo > Madrid | Rosa Luxemburgo > Madrid |
| 06                         | 07                       | 08                       | 09                       | 10                       | 11                       | 12                       | 13                       | 14                       | 15                       | 16                       | 17                       | 18                       | 19                       | 20                       | 21                       | 22                       | 23                       | 06                       | 07                       | 08                       | 09                       | 10                       | 11                       | 12                       | 13                       | 14                       | 15                       | 16                       | 17                       | 18                       | 19                       | 20                       | 21                       | 22                       | 23                       |
|                            | 05 45                    | 25                       | 05 45                    | 25                       | 05 45                    | 25                       | 05 45                    | 25                       | 05 45                    | 25                       | 05 45                    | 25                       | 05 45                    | 25                       | 05 45                    | 25                       | 05 45                    |                          | 00 40                    | 20                       | 00 40                    | 20                       | 00 40                    | 20                       | 00 40                    | 20                       | 00 40                    | 20                       | 00 40                    | 20                       | 00 40                    | 20                       | 00 40                    | 20                       | 00                       |

### 1 - 31 agosto
| Lunes a viernes laborables |                          |                          |                          |                          |                          |                          |                          |                          |                          |                          |                          |                          |                          |                          |                          |                          |                          |                          |                          |                          |                          |                          |                          |                          |                          |                          |                          |                          |                          |                          |                          |                          |                          |                          |                          |
| Madrid > Rosa Luxemburgo   | Madrid > Rosa Luxemburgo | Madrid > Rosa Luxemburgo | Madrid > Rosa Luxemburgo | Madrid > Rosa Luxemburgo | Madrid > Rosa Luxemburgo | Madrid > Rosa Luxemburgo | Madrid > Rosa Luxemburgo | Madrid > Rosa Luxemburgo | Madrid > Rosa Luxemburgo | Madrid > Rosa Luxemburgo | Madrid > Rosa Luxemburgo | Madrid > Rosa Luxemburgo | Madrid > Rosa Luxemburgo | Madrid > Rosa Luxemburgo | Madrid > Rosa Luxemburgo | Madrid > Rosa Luxemburgo | Madrid > Rosa Luxemburgo | Rosa Luxemburgo > Madrid | Rosa Luxemburgo > Madrid | Rosa Luxemburgo > Madrid | Rosa Luxemburgo > Madrid | Rosa Luxemburgo > Madrid | Rosa Luxemburgo > Madrid | Rosa Luxemburgo > Madrid | Rosa Luxemburgo > Madrid | Rosa Luxemburgo > Madrid | Rosa Luxemburgo > Madrid | Rosa Luxemburgo > Madrid | Rosa Luxemburgo > Madrid | Rosa Luxemburgo > Madrid | Rosa Luxemburgo > Madrid | Rosa Luxemburgo > Madrid | Rosa Luxemburgo > Madrid | Rosa Luxemburgo > Madrid | Rosa Luxemburgo > Madrid |
| 06                         | 07                       | 08                       | 09                       | 10                       | 11                       | 12                       | 13                       | 14                       | 15                       | 16                       | 17                       | 18                       | 19                       | 20                       | 21                       | 22                       | 23                       | 06                       | 07                       | 08                       | 09                       | 10                       | 11                       | 12                       | 13                       | 14                       | 15                       | 16                       | 17                       | 18                       | 19                       | 20                       | 21                       | 22                       | 23                       |
| 45                         | 15 45                    | 15 45                    | 15 45                    | 15 45                    | 15 45                    | 15 45                    | 15 45                    | 15 45                    | 15 45                    | 15 45                    | 15 45                    | 15 45                    | 15 45                    | 15 45                    | 15 45                    | 15 45                    | 00                       | 00 20 50                 | 20 50                    | 20 50                    | 20 50                    | 20 50                    | 20 50                    | 20 50                    | 20 50                    | 20 50                    | 20 50                    | 20 50                    | 20 50                    | 20 50                    | 20 50                    | 20 50                    | 20 50                    | 20 50                    | 20                       |
| Todo el año                |                          |                          |                          |                          |                          |                          |                          |                          |                          |                          |                          |                          |                          |                          |                          |                          |                          |                          |                          |                          |                          |                          |                          |                          |                          |                          |                          |                          |                          |                          |                          |                          |                          |                          |                          |
| Sábados laborables         |                          |                          |                          |                          |                          |                          |                          |                          |                          |                          |                          |                          |                          |                          |                          |                          |                          |                          |                          |                          |                          |                          |                          |                          |                          |                          |                          |                          |                          |                          |                          |                          |                          |                          |                          |
| Madrid > Rosa Luxemburgo   | Madrid > Rosa Luxemburgo | Madrid > Rosa Luxemburgo | Madrid > Rosa Luxemburgo | Madrid > Rosa Luxemburgo | Madrid > Rosa Luxemburgo | Madrid > Rosa Luxemburgo | Madrid > Rosa Luxemburgo | Madrid > Rosa Luxemburgo | Madrid > Rosa Luxemburgo | Madrid > Rosa Luxemburgo | Madrid > Rosa Luxemburgo | Madrid > Rosa Luxemburgo | Madrid > Rosa Luxemburgo | Madrid > Rosa Luxemburgo | Madrid > Rosa Luxemburgo | Madrid > Rosa Luxemburgo | Madrid > Rosa Luxemburgo | Rosa Luxemburgo > Madrid | Rosa Luxemburgo > Madrid | Rosa Luxemburgo > Madrid | Rosa Luxemburgo > Madrid | Rosa Luxemburgo > Madrid | Rosa Luxemburgo > Madrid | Rosa Luxemburgo > Madrid | Rosa Luxemburgo > Madrid | Rosa Luxemburgo > Madrid | Rosa Luxemburgo > Madrid | Rosa Luxemburgo > Madrid | Rosa Luxemburgo > Madrid | Rosa Luxemburgo > Madrid | Rosa Luxemburgo > Madrid | Rosa Luxemburgo > Madrid | Rosa Luxemburgo > Madrid | Rosa Luxemburgo > Madrid | Rosa Luxemburgo > Madrid |
| 06                         | 07                       | 08                       | 09                       | 10                       | 11                       | 12                       | 13                       | 14                       | 15                       | 16                       | 17                       | 18                       | 19                       | 20                       | 21                       | 22                       | 23                       | 06                       | 07                       | 08                       | 09                       | 10                       | 11                       | 12                       | 13                       | 14                       | 15                       | 16                       | 17                       | 18                       | 19                       | 20                       | 21                       | 22                       | 23                       |
| 25                         | 05 45                    | 25                       | 05 45                    | 25                       | 05 45                    | 25                       | 05 45                    | 25                       | 05 45                    | 25                       | 05 45                    | 25                       | 05 45                    | 25                       | 05 45                    | 25                       | 05 45                    | 20                       | 00 40                    | 20                       | 00 40                    | 20                       | 00 40                    | 20                       | 00 40                    | 20                       | 00 40                    | 20                       | 00 40                    | 20                       | 00 40                    | 20                       | 00 40                    | 20                       | 00                       |
| Todo el año                |                          |                          |                          |                          |                          |                          |                          |                          |                          |                          |                          |                          |                          |                          |                          |                          |                          |                          |                          |                          |                          |                          |                          |                          |                          |                          |                          |                          |                          |                          |                          |                          |                          |                          |                          |
| Domingos y festivos        |                          |                          |                          |                          |                          |                          |                          |                          |                          |                          |                          |                          |                          |                          |                          |                          |                          |                          |                          |                          |                          |                          |                          |                          |                          |                          |                          |                          |                          |                          |                          |                          |                          |                          |                          |
| Madrid > Rosa Luxemburgo   | Madrid > Rosa Luxemburgo | Madrid > Rosa Luxemburgo | Madrid > Rosa Luxemburgo | Madrid > Rosa Luxemburgo | Madrid > Rosa Luxemburgo | Madrid > Rosa Luxemburgo | Madrid > Rosa Luxemburgo | Madrid > Rosa Luxemburgo | Madrid > Rosa Luxemburgo | Madrid > Rosa Luxemburgo | Madrid > Rosa Luxemburgo | Madrid > Rosa Luxemburgo | Madrid > Rosa Luxemburgo | Madrid > Rosa Luxemburgo | Madrid > Rosa Luxemburgo | Madrid > Rosa Luxemburgo | Madrid > Rosa Luxemburgo | Rosa Luxemburgo > Madrid | Rosa Luxemburgo > Madrid | Rosa Luxemburgo > Madrid | Rosa Luxemburgo > Madrid | Rosa Luxemburgo > Madrid | Rosa Luxemburgo > Madrid | Rosa Luxemburgo > Madrid | Rosa Luxemburgo > Madrid | Rosa Luxemburgo > Madrid | Rosa Luxemburgo > Madrid | Rosa Luxemburgo > Madrid | Rosa Luxemburgo > Madrid | Rosa Luxemburgo > Madrid | Rosa Luxemburgo > Madrid | Rosa Luxemburgo > Madrid | Rosa Luxemburgo > Madrid | Rosa Luxemburgo > Madrid | Rosa Luxemburgo > Madrid |
| 06                         | 07                       | 08                       | 09                       | 10                       | 11                       | 12                       | 13                       | 14                       | 15                       | 16                       | 17                       | 18                       | 19                       | 20                       | 21                       | 22                       | 23                       | 06                       | 07                       | 08                       | 09                       | 10                       | 11                       | 12                       | 13                       | 14                       | 15                       | 16                       | 17                       | 18                       | 19                       | 20                       | 21                       | 22                       | 23                       |
|                            | 05 45                    | 25                       | 05 45                    | 25                       | 05 45                    | 25                       | 05 45                    | 25                       | 05 45                    | 25                       | 05 45                    | 25                       | 05 45                    | 25                       | 05 45                    | 25                       | 05 45                    |                          | 00 40                    | 20                       | 00 40                    | 20                       | 00 40                    | 20                       | 00 40                    | 20                       | 00 40                    | 20                       | 00 40                    | 20                       | 00 40                    | 20                       | 00 40                    | 20                       | 00                       |

## Recorrido y paradas

### Sentido Alcobendas - Rosa Luxemburgo
La línea inicia su recorrido en el intercambiador subterráneo de Plaza de Castilla, en la dársena 1, en este punto se establece correspondencia con todas las líneas de los corredores 1 y 7 con cabecera en el intercambiador de Plaza de Castilla. En la superficie efectúan parada varias líneas urbanas con las que tiene correspondencia, y a través de pasillos subterráneos enlaza con las líneas 1, 9 y 10 del Metro de Madrid.
Tras abandonar los túneles del intercambiador subterráneo, la línea sale al paseo de la Castellana, donde tiene una primera parada frente al Hospital La Paz (subida de viajeros). A partir de aquí sale por la M-30 hasta el nudo de Manoteras y toma la vía de servicio de la A-1.
En la vía de servicio tiene 4 paradas que prestan servicio al área industrial y empresarial de la A-1 hasta llegar al km. 16, donde toma la salida en dirección a Alcobendas y se adentra en el casco urbano.
Dentro del casco urbano de Alcobendas, circula por la avenida Olímpica (2 paradas), la calle de Francisca Delgado (sin paradas) y el bulevar de Salvador Allende (sin paradas) hasta llegar a la rotonda de Moscatelares. En ella toma la calle de Mariano Sebastián Izuel (1 parada), que recorre entera desembocando en la calle de la Marquesa Viuda de Aldama (1 parada). Al final de la calle Marquesa Viuda de Aldama circula brevemente por la calle de la Libertad (sin paradas) e inmediatamente gira a la derecha por la calle del Marqués de la Valdavia (5 paradas) que abandona al llegar a la intersección con la calle de Manuel de Falla, donde gira a la derecha para circular por la misma (4 paradas).
Al final de la calle de Manuel de Falla, gira a la derecha por la avenida de Valdelasfuentes (1 parada) de San Sebastián de los Reyes, circulando después por la avenida de la Independencia hasta su cabecera en la plaza de la Universidad Popular, junto a la Estación de Baunatal.
| Código                                      | Zona | Localidad                  | Denominación                                                             | Ubicación                                        | Líneas de la parada | Metro                  |
| ------------------------------------------- | ---- | -------------------------- | ------------------------------------------------------------------------ | ------------------------------------------------ | --- | ---------------------- |
| 17472A                                      |      | Madrid                     | Intercambiador de Plaza de Castilla - Dársena 1                          | Avenida de Asturias Nº2                          | 151 153 | Plaza de Castilla      |
| 3253                                        |      | Madrid                     | Paseo de la Castellana - Hospital La Paz                                 | Paseo de la Castellana Nº304 - Acceso Nudo Norte | 173 174 176 151 152C 153 154C 155 155B 156 157 157C 159 161 171 181 182 183 184 185 191S 193S 194S 195S 196S 197S N101 N102 N103 N104S | Begoña                 |
| 3261                                        |      | Madrid                     | Avenida de Burgos - Avenida de Francisco Pi y Margall                    | Avenida de Burgos km. 10,3                       | 173 174 176 151 152C 153 154C 155 155B 156 157 157C 159 161 171 181 182 183 184 185 N101 N102 N103                                     |                        |
| 06686                                       |      | Madrid                     | Avenida de Burgos - Centro Comercial Sanchinarro                         | Avenida de Burgos Nº133                          | 151 152C 153 154C 155 156 157 157C 158 159 161 171 181 182 183 184 185 N101 N102 N103                                                  |                        |
| 06687                                       |      | Madrid                     | Avenida de Burgos - Dominicos                                            | Avenida de Burgos km. 11,3                       | 151 152C 153 154C 155 156 157 157C 158 159 161 171 181 182 183 184 185 N101 N102 N103                                                  |                        |
| 06689                                       |      | Alcobendas                 | Carretera A-1 - Calle de Cuesta Blanca                                   | Carretera de Irún km. 13,7                       | 151 152C 153 154C 156 158 159 161 171 181 182 183 184 185 N101 N102 N103                                                               |                        |
| 06690                                       |      | Alcobendas                 | Carretera de Irún - Concesionario                                        | Carretera de Irún km. 14,7                       | 151 152C 153 154 154C 156 157 158 161 N103                                                                                             |                        |
| 06691                                       |      | Alcobendas                 | Avenida Olímpica - Centro Comercial La Vega                              | Avenida Olímpica Nº9                             | 151 152C 153 154 154C 156 158 161 171 N103                                                                                             |                        |
| 06692                                       |      | Alcobendas                 | Avenida Olímpica - Pabellón deportivo                                    | Avenida Olímpica Nº3A                            | 151 152C 153 154 154C 156 158 161 171 181 182 183 191S 193S 194D 195S 196S 197S N103 N104S VAC-242S                                    |                        |
| 07236                                       |      | Alcobendas                 | Avenida de España - Calle de Mariano Sebastián Izuel                     | Avenida de España Nº72                           | 151 153 158 180 827 828 N101 N102 2 5 10                                                                                               |                        |
| 06755                                       |      | Alcobendas                 | Calle de la Marquesa Viuda de Aldama - Calle de Nuestra Señora del Pilar | Calle de la Marquesa Viuda de Aldama Nº14        | 151 152C 153 154 154C 156 158 161 171 827 828 N101 2 5 10                                                                              |                        |
| 06756                                       |      | Alcobendas                 | Calle del Marqués de la Valdavia - Calle de Ramón Fernández Guisasola    | Calle del Marqués de la Valdavia Nº20            | 151 153 158 827 828 N101 2 5 10 | Marqués de la Valdavia |
| 06758                                       |      | Alcobendas                 | Calle del Marqués de la Valdavia - Calle de Nemesio de Castro            | Calle del Marqués de la Valdavia Nº44            | 151 153 158 827 828 N101 2 5 10 |                        |
| 06759                                       |      | Alcobendas                 | Calle del Marqués de la Valdavia - Avenida de España                     | Calle del Marqués de la Valdavia Nº88            | 151 153 158 827 828 N101 2 5 10 |                        |
| 07364                                       |      | Alcobendas                 | Calle del Marqués de la Valdavia - Calle de Ruperto Chapí                | Calle del Marqués de la Valdavia Nº94            | 153 827 827A 828 5 |                        |
| 06771                                       |      | Alcobendas                 | Calle del Marqués de la Valdavia - Calle de Manuel de Falla              | Calle del Marqués de la Valdavia Nº110           | 153 827 827A 828 5 |                        |
| 08357                                       |      | Alcobendas                 | Calle de Manuel de Falla - Centro de mayores                             | Calle de Manuel de Falla Nº5                     | 153 827A 5 |                        |
| 15313                                       |      | Alcobendas                 | Calle de Manuel de Falla - Estación de Manuel de Falla                   | Calle de Manuel de Falla Nº59                    | 153 827A N101 5 11 | Manuel de Falla        |
| 07528                                       |      | Alcobendas                 | Calle de Manuel de Falla - Parque de Extremadura                         | Calle de Manuel de Falla Nº42                    | 153 827A N101 5 |                        |
| 08358                                       |      | San Sebastián de los Reyes | Calle de Manuel de Falla - Instituto                                     | Calle de Manuel de Falla Nº50                    | 153 827A 5 |                        |
| 08359                                       |      | San Sebastián de los Reyes | Avenida de Valdelasfuentes - Avenida de la Independencia                 | Avenida de Valdelasfuentes Nº23                  | 153 5 |                        |
| 06804                                       |      | San Sebastián de los Reyes | Plaza de la Universidad Popular - Estación de Baunatal                   | Plaza de la Universidad Popular Nº2              | 153 154 154C 158 827A N102 4 5 | Baunatal               |
| Notas: S Sólo permite la subida de viajeros |      |                            |                                                                          |                                                  | |                        |

### Sentido Madrid (Plaza de Castilla)
El recorrido en sentido Madrid es igual al de ida pero en sentido contrario excepto en determinados puntos:
- En Alcobendas circula por la calle de la Libertad antes de salir a la vía de servicio de la A-1.
- La parada 06690 - Carretera de Irún - Concesionario no tiene pareja para las expediciones de vuelta.
- En la vía de servicio de la A-1 realiza adicionalmente las paradas 06864 - Carretera A-1 - El Encinar de los Reyes y 3265 - Avenida de Burgos Nº87 - Paso Elevado. Las parejas de las paradas 06864 y 3265 no se realizan a la ida.

| Código                                        | Zona | Localidad                  | Denominación                                                       | Ubicación                                  | Líneas de la parada | Metro                  |
| --------------------------------------------- | ---- | -------------------------- | ------------------------------------------------------------------ | ------------------------------------------ | --- | ---------------------- |
| 06804                                         |      | San Sebastián de los Reyes | Plaza de la Universidad Popular - Estación de Baunatal             | Plaza de la Universidad Popular Nº2        | 153 154 154C 158 827A N102 4 5                                                                                         | Baunatal               |
| 08360                                         |      | San Sebastián de los Reyes | Avenida de Valdelasfuentes - Avenida de la Independencia           | Avenida de Valdelasfuentes Nº32            | 153 |                        |
| 08361                                         |      | Alcobendas                 | Calle de Manuel de Falla - Instituto                               | Calle de Manuel de Falla Nº89              | 153 |                        |
| 07527                                         |      | Alcobendas                 | Calle de Manuel de Falla - Parque de Extremadura                   | Calle de Manuel de Falla Nº42              | 153 |                        |
| 15312                                         |      | Alcobendas                 | Calle de Manuel de Falla - Estación de Manuel de Falla             | Calle de Manuel de Falla Nº32              | 153 10 | Manuel de Falla        |
| 08362                                         |      | Alcobendas                 | Calle de Manuel de Falla - Centro de mayores                       | Calle de Manuel de Falla Nº9               | 153 |                        |
| 06772                                         |      | Alcobendas                 | Calle del Marqués de la Valdavia - Avenida del Doctor Severo Ochoa | Calle del Marqués de la Valdavia Nº91      | 153 827 828 2 |                        |
| 07365                                         |      | Alcobendas                 | Calle del Marqués de la Valdavia - Calle de Jacinto Benavente      | Calle del Marqués de la Valdavia Nº83      | 153 827 828 2 |                        |
| 06766                                         |      | Alcobendas                 | Calle del Marqués de la Valdavia - Avenida de España               | Calle del Marqués de la Valdavia Nº69      | 151 153 158 5 |                        |
| 06767                                         |      | Alcobendas                 | Calle del Marqués de la Valdavia - Calle de las Islas Bikini       | Calle del Marqués de la Valdavia Nº37      | 151 153 158 5 | Marqués de la Valdavia |
| 06768                                         |      | Alcobendas                 | Calle de la Libertad - Calle de Julián Baena de Castro             | Calle de la Libertad Nº26                  | 06768 A 154 158 171 06768 B 152C 154C 161 N101 5 06768 C 151 153 156                                                   |                        |
| 06863                                         |      | Alcobendas                 | Carretera A-1 - Calle de Cuesta Blanca                             | Carretera de Irún km. 14,2                 | 151 152C 153 154C 156 158 159 161 171 181 182 183 184 185 N101 N102 N103                                               |                        |
| 06864                                         |      | Alcobendas                 | Carretera A-1 - El Encinar de los Reyes                            | Carretera de Irún km. 13                   | 151 152C 153 154C 155 156 158 159 161 171 181 182 183 184 185 N101 N102 N103                                           |                        |
| 06865                                         |      | Madrid                     | Avenida de Burgos - Dominicos                                      | Avenida de Santo Domingo de la Calzada Nº1 | 151 152C 153 154C 155 156 157 157C 158 159 161 171 181 182 183 184 185 N101 N102 N103                                  |                        |
| 50000                                         |      | Madrid                     | Avenida de Burgos - Centro Financiero                              | Avenida de Burgos Nº135                    | 151 152C 153 154C 155 156 157 157C 158 159 161 171 181 182 183 184 185 N101 N102 N103                                  |                        |
| 3602                                          |      | Madrid                     | Avenida de Burgos Nº93                                             | Avenida de Burgos km. 10,1                 | 173 174 176 SE833 151 152C 153 154C 155 155B 156 157 157C 159 161 171 181 182 183 184 185 N101 N102 N103               |                        |
| 3265                                          |      | Madrid                     | Avenida de Burgos Nº87 - Paso Elevado                              | Avenida de Burgos Nº87                     | 173 174 176 SE833 151 152C 153 154C 155 155B 156 157 157C 159 161 171 181 182 183 184 185 N101 N102 N103               |                        |
| 10550                                         |      | Madrid                     | Paseo de la Castellana - Hospital La Paz                           | Paseo de la Castellana Nº296               | 151 152C 153 154C 155 155B 156 157 157C 159 161 181 182 183 184 185 191D 193D 194D 195D 196D 197D N101 N102 N103 N104D | Begoña                 |
| 17472                                         |      | Madrid                     | Intercambiador de Plaza de Castilla                                | Avenida de Asturias Nº2                    | Descenso en las dársenas 8, 9 y 10.                                                                                    | Plaza de Castilla      |
| Notas: D Sólo permite el descenso de viajeros |      |                            |                                                                    |                                            | |                        |